# Les Sabots à bascule
Pour plus de détails, voir Fiche technique et Distribution.
Les Sabots à bascule est un film français réalisé par René Duranton et sorti en 1990.

## Fiche technique
- Titre : Les Sabots à bascule
- Réalisation : René Duranton
- Scénario : René Duranton
- Costumes : Élisabeth Vieillot
- Décors : Brigitte Camares
- Photographie : Alain Pin
- Son : Philippe Lecoeur, Bernard Marchal et Philippe Morlat
- Montage : Isabelle Patissou Maintigneux
- Musique : Jean-Pierre Chauvet
- Production : Société Bourbonnaise Production (Moulins)
- Pays d’origine :  France
- Durée : 1 h 40 min
- Date de sortie : France - 7 mars 1990

## Distribution
- Gérard Valette : Le Glaudius
- Charlotte Julian : la Germaine
- Michel Melki : le facteur
- Jean-Pierre Vincent : l'agent des eaux
- Gervais Voisin : le policier